# Bob Crosby
Bob Crosby (23 de agosto de 1913 – 9 de marzo de 1993) fue un cantante y líder de banda de estilo dixieland de nacionalidad estadounidense, conocido por formar un grupo musical llamado los Bob-Cats. 

## Entorno familiar
Nacido en Spokane (Washington), su verdadero nombre era George Robert Crosby. Era el menor de siete hermanos: cinco chicos, Larry (1895–1975), Everett (1896–1966), Ted (1900–1973), Harry (1903–1977, conocido como Bing Crosby) y Bob; y dos chicas, Catherine (1905–1988) y Mary Rose (1907–1990). Sus padres eran Harry Lowe Crosby (1871–1950), un contable de origen inglés, y Catherine Harrigan (1873–1964), de origen irlandés, hija de un constructor del Condado de Mayo, en Irlanda.

## Carrera

### Cantante y líder de banda
Bob Crosby empezó a cantar a comienzos de la década de 1930 con los Delta Rhythm Boys, con Anson Weeks (1931–34) y con los Dorsey Brothers (1934–35). Lideró su primera banda en 1935, cuando los antiguos miembros del grupo de Ben Pollack le escogieron para esa función. Grabó con la Orquesta de Clark Randall en 1935, la cual dirigía Gil Rodin, y en la cual cantaba Frank Tennille, que utilizaba el seudónimo de Clark Randall. Glenn Miller formaba parte de esa orquesta, la cual grabó en 1935 una Novelty Song de Miller, "When Icky Morgan Plays the Organ".  
Su banda más famosa, los Bob-Cats, era de estilo Dixieland, y tenía a miembros de The Bob Crosby Orchestra. Ambas formaciones se especializaron en jazz Dixieland, presagiando el retorno del jazz tradicional en la década de 1940. En los dos grupos actuaron, en diferentes momentos, artistas como Yank Lawson, Billy Butterfield, Muggsy Spanier, Matty Matlock, Irving Fazola, Ward Silloway, Warren Smith, Eddie Miller, Joe Sullivan, Bob Zurke, Jess Stacy, Nappy Lamare, Bob Haggart, Walt Yoder, Jack Sperling y Ray Bauduc. Los arreglos de la orquesta eran habitualmente llevados a cabo por un trompetista llamado Gilbert Portmore.
El director real de la orquesta era Gil Rodin, mientras que Crosby era el líder ante el público gracias a su personalidad, su apariencia y su famoso apellido.
Entre sus éxitos se incluyen "Summertime", "In a Little Gypsy Tea Room", "Whispers in The Dark", "South Rampart Street Parade", "March of the Bob Cats", "Day In, Day Out", "You Must Have Been a Beautiful Baby", "Dolores" y "New San Antonio Rose" (las últimas tres con Bing Crosby). También fue un éxito en 1938-39 un dueto de bajo y percusión interpretado por Haggart y Bauduc, "Big Noise from Winnetka".

### Radio
Durante la Segunda Guerra Mundial, Bob Crosby pasó 18 meses en el Cuerpo de Marines de los Estados Unidos, viajando con bandas musicales por el Pacífico. Su programa radiofónico de variedades, The Bob Crosby Show, se emitió en la NBC y en la CBS en diferentes períodos entre 1943 y 1950. Tras ese show hizo Club Fifteen, para la CBS, entre 1947 y 1953. También para la CBS, hizo The Bob Crosby Show, de media hora de duración, entre 1953 y 1957. En esta actividad presentó al público estadounidense a la cantante de Canadá Gisele MacKenzie, participando en 1957 como artista invitado en el programa televisivo que ella protagonizaba en la NBC, The Gisele MacKenzie Show. 
El 14 de septiembre de 1952 Crosby reemplazó a Phil Harris como líder de banda en el programa radiofónico The Jack Benny Program, permaneciendo en el mismo hasta que Benny retiró el show en 1955, tras 23 años de emisiones. Antes de trabajar con Benny en la radio, Crosby había tocado a menudo con él durante sus actuaciones en directo en Nueva York, apareciendo también con frecuencia en los años cincuenta en la serie televisiva de Benny.
Por su actividad radiofónica recibió una estrella en el Paseo de la Fama de Hollywood, en el 6313 de Hollywood Boulevard.

### Televisión
Además de participar como artista invitado en The Gisele MacKenzie Show, Crosby también protagonizó su propio programa vespertino de variedades The Bob Crosby Show, emitido entre 1953 y 1957. Por su actividad televisiva recibió una estrella en el Paseo de la Fama de Hollywood, en el 6141 de Hollywood Boulevard.

## Vida personal
Crosby se casó con Marie Grounitz, con la que tuvo cinco hijos, tres niñas y dos niños. Crosby falleció en 1993 en La Jolla, California, a causa de complicaciones causadas por un cáncer.